# Riser

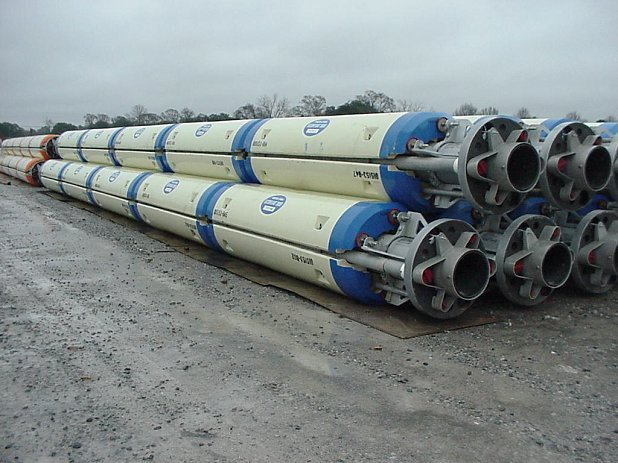
Risery z bojami modułowymi.

Riser – system rur używanych do połączenia wylotu głowicy przeciwerupcyjnej (BOP) znajdującej się na dnie zbiornika wodnego z platformą wiertniczą lub statkiem wiertniczym. Ma on na celu zamknięcie obiegu płuczki wiertniczej oraz służy do prowadzenia głównego przewodu wiertniczego. Bez risera płuczka osiadałaby na dnie akwenu prowadząc do zanieczyszczenia środowiska. Aby zrekompensować wszelkie ruchy pionowe (wywołane np. falami) lub poziome (np. wiatr) jednostki pływającej wyposażony jest w specjalne złącza teleskopowe lub przegubowe.
Riser można określić jako przedłużenie na powierzchnię otworu wiertniczego.
Modelowanie riserów badał m.in. polski inżynier Łukasz Drąg.